# قائم (موشک)
قائم یک موشک نیمه‌سنگین هدایت‌شونده ساخت ایران است که قادر است اهداف هوایی با سرعت کم و ارتفاع پایین به‌خصوص بالگردهای تهاجمی مجهز به سطوح مقاوم شبه‌زره را منهدم کند. خط تولید این موشک با حضور احمد وحیدی در دههٔ فجر سال ۱۳۸۸ به بهره‌برداری رسید.

## مشخصات فنی
به نظر می‌رسد این سلاح بر اساس موشک‌های ضدزره طوفان که خود برگرفته از موشک‌های ضدتانک تاو هستند طراحی و ساخته شده‌است. این نوع موشک، قابلیت شلیک از سطح و همین‌طور شلیک از بالگرد را دارد. این موشک ضدزره، توانایی انهدام اهداف با سرعت کم و ارتفاع پایین را دارد. از مشخصات فنی این موشک، اطلاعاتی منتشر نشده‌است، اما با توجه به عکس‌های منتشر شده از آن و ظاهر فیزیکی‌اش، طولی نزدیک به ۱۲۰ سانتی‌متر، وزنی بالغ بر ۱۸ تا ۲۰ کیلوگرم و قطری نزدیک به ۱۵۰ سانتی‌متر دارد. از آنجا که برد موشک طوفان، ۳۸۵۰ متر است، احتمال می‌رود این موشک نیز به همین مقدار برد داشته باشد.

### خصوصیات
موشک هدایت‌شوندهٔ ضدبالگرد قائم دارای قابلیت هدایت توسط پرتوهای لیزر و مقاوم در مقابل جنگ الکترونیک و ایجاد اختلالات عملکرد از جانب دشمن است.

## تاریخچه
خط تولید این موشک با حضور احمد وحیدی در دههٔ فجر سال ۱۳۸۸ به بهره‌برداری رسید. این موشک‌ها به‌طور انبوه توسط جمهوری اسلامی ایران تولید می‌شود.